# VIP (드라마)
《VIP》는 2019년 10월 28일부터 2019년 12월 24일까지 방송된 SBS 월화드라마이다.

## 줄거리
백화점 상위 1% VIP 고객을 관리하는 전담팀 사람들의 비밀스러운 프라이빗 오피스 멜로

## 등장인물

### 주요 인물
- 장나라 : 나정선 역 - 성운백화점 VIP전담팀 차장
- 이상윤 : 박성준 역 - 성운백화점 VIP전담팀 팀장
- 이청아 : 이현아 역 - 성운백화점 VIP전담팀 과장
- 곽선영 : 송미나 역 - 성운백화점 VIP전담팀 사원
- 표예진 : 온유리/하유리 역 - 성운백화점 VIP전담팀 사원
- 신재하 : 마상우 역 - 성운백화점 VIP전담팀 사원

### 성운백화점 사람들
- 이재원 : 이병훈 역 - IT 팀 대리
- 정준원 : 차진호 역 - 홍보팀 대리
- 박성근 : 하재웅 역 - 부사장
- 장혁진 : 배도일 역 - 이사, 마케팅 본부장
- 조승연 : 하영웅 역 - 전무, 전략팀 본부장
- 이진희 : 강지영 역 - 본사 VIP 컨시어지 실장

### 가족들
- 김미경 : 계미옥 역 - 정선 모
- 최홍일 : 나영철 역 - 정선 부
- 정애리 : 한숙영 역 - 성준 모
- 김서라 : 한숙자 역 - 현아 모

### 그 외 인물
- 장현성 : 장진철 역 - 바이크샵 사장
- 전혜진 : 이명은 역 - 부사장 아내
- 신주협 : 정호민 역
- 우정원 : 송이영 역
- 장근철 - 부사장 비서 역
- 정시율 : 영준 역
- 서우진 : 서준 역
- 한재하 : 한대리 역
- 김상흔

### 특별출연
- 오아린 : 하림 역 - VIP 고객의 딸
- 유빈 : 차세린 역
- 배해선
- 이기찬
- 소이
- 유선

## 시청률
최저 시청률과 최고 시청률은 시청률 조사회사와 지역별로 시청률에 차이가 있을 수 있습니다.
| 2019년 | 2019년    | 2019년         | 2019년         | 2019년       | 2019년 |
| 회차   | 방송일    | TNmS 시청률    | AGB 시청률     | AGB 시청률   |        |
| 회차   | 방송일    | 대한민국(전국) | 대한민국(전국) | 서울(수도권) |        |
| ------ | --------- | -------------- | -------------- | ------------ | ------ |
| 제1회  | 10월 28일 | 6.1%           | 5.9%           | 6.7%         |        |
| 제1회  | 10월 28일 | 6.6%           | 6.8%           | 7.8%         |        |
| 제2회  | 10월 29일 | 6.4%           | 6.5%           | 6.9%         |        |
| 제2회  | 10월 29일 | 7.4%           | 7.6%           | 8.2%         |        |
| 제3회  | 11월 4일  | 6.8%           | 6.0%           | 7.1%         |        |
| 제3회  | 11월 4일  | 7.5%           | 8.0%           | 9.4%         |        |
| 제4회  | 11월 5일  | 6.9%           | 7.4%           | 8.5%         |        |
| 제4회  | 11월 5일  | 8.2%           | 9.1%           | 10.4%        |        |
| 제5회  | 11월 18일 | 6.0%           | 5.9%           | 6.7%         |        |
| 제5회  | 11월 18일 | 7.6%           | 7.8%           | 9.1%         |        |
| 제6회  | 11월 19일 | 6.8%           | 6.1%           | 7.0%         |        |
| 제6회  | 11월 19일 | 6.9%           | 9.0%           | 10.4%        |        |
| 제7회  | 11월 25일 | 7.0%           | 6.4%           | 7.1%         |        |
| 제7회  | 11월 25일 | 8.2%           | 8.1%           | 9.0%         |        |
| 제8회  | 11월 26일 | 7.5%           | 8.5%           | 9.1%         |        |
| 제8회  | 11월 26일 | 9.9%           | 11.4%          | 12.4%        |        |
| 제9회  | 12월 2일  | 7.8%           | 8.3%           | 8.9%         |        |
| 제9회  | 12월 2일  | 9.2%           | 11.3%          | 12.3%        |        |
| 제10회 | 12월 3일  | 8.0%           | 10.6%          | 11.4%        |        |
| 제10회 | 12월 3일  | 10.4%          | 12.7%          | 13.5%        |        |
| 제11회 | 12월 9일  | 8.4%           | 9.6%           | 10.8%        |        |
| 제11회 | 12월 9일  | 10.6%          | 12.2%          | 13.6%        |        |
| 제12회 | 12월 10일 | 8.5%           | 10.0%          | 11.0%        |        |
| 제12회 | 12월 10일 | 10.7%          | 13.2%          | 14.2%        |        |
| 제13회 | 12월 16일 | 9.2%           | 10.6%          | 12.0%        |        |
| 제13회 | 12월 16일 | 11.0%          | 13.1%          | 15.0%        |        |
| 제14회 | 12월 17일 | 10.2%          | 11.2%          | 12.6%        |        |
| 제14회 | 12월 17일 | 12.6%          | 13.9%          | 15.7%        |        |
| 제15회 | 12월 23일 | 9.8%           | 11.9%          | 13.8%        |        |
| 제15회 | 12월 23일 | 12.9%          | 14.9%          | 16.6%        |        |
| 제16회 | 12월 24일 | %              | 12.0%          | 13.0%        |        |
| 제16회 | 12월 24일 | %              | 15.9%          | 17.7%        |        |

## 결방 사유 및 편성 변경
- 2019년 11월 11일 : 2019 WBSC 프리미어 12 슈퍼 라운드 대한민국 VS 미국 중계방송으로 인한 결방.
- 2019년 11월 12일 : 2019 WBSC 프리미어 12 슈퍼 라운드 대한민국 VS 대만 중계방송으로 인한 결방.
- 2019년 11월 19일 : 축구대표팀 평가전 대한민국 VS 브라질(UAE) 중계방송으로 밤 9시로 편성 변경. (6회)

## 수상 목록
- 2019년 SBS 연기대상 프로듀서상 장나라
- 2019년 SBS 연기대상 미니시리즈 부문 남자 우수연기상 이상윤
- 2019년 SBS 연기대상 여자 조연상 이청아
- 2019년 SBS 연기대상 베스트 캐릭터상 표예진

## 같이 보기
- 대한민국의 텔레비전 드라마 목록/알파벳
- 2019년 대한민국의 텔레비전 드라마 목록